# Luboš Kulíšek
Luboš Kulíšek (* 9. dubna 1999 Zlín[zdroj?]), též známý pod přezdívkou Luboš Je Celkem Fajn, je český youtuber, influencer, model a v minulosti také moderátor. Kromě YouTube působí také dalších sociálních sítích jako Instagram, TikTok či Twitter. Ve svých 21 letech vydal knihu s názvem Lubošova celkem fajn knížka.

## Osobní život
Luboš se narodil 9. dubna 1999 ve Zlíně. Vyrůstal však v Uherském Brodě, kde i absolvoval studium na Gymnáziu J. A. Komenského. Má jednu starší sestru Michaelu, se kterou si je velmi blízký.
Po maturitě se přestěhoval do Prahy, kde nastoupil na obor Marketingová komunikace na Vysoké škole finanční a správní.
Ve své knize Lubošova celkem fajn knížka se veřejně přihlásil k tomu, že je bisexuál.
Od roku 2019 tvoří pár s influencerem Janem Hrdličkou, se kterým sdílí dva psy rasy kavalír King Charles španěl.

## YouTube
Na YouTube oficiálně působí od roku 2015, kdy vydal své první video. Ke tvorbě videí ho motivovala jeho dětská touha stát se hercem.
Z počátku se věnoval hlavně tematickým vlogům a challengím, avšak následně se přesunul primárně ke sketchům a cestovatelským vlogům. Na svém YouTube kanále má téměř 300 tisíc odběratelů a jeho nejsledovanější video má 7 milionů zhlédnutí.
V některých jeho YouTube videích se objevili i další známí youtubeři jako třeba Bára Votíková, Kovy či Bé Hà.
Několikrát se umístil na předních příčkách ankety Czech Social Awards a nakladatelství Albatros jej označilo za jednoho z nejznámějších youtuberů Česka.

## Další působení
V roce 2018 pro Českou televizi moderoval 58. ročník Zlínského Filmového Festivalu. Následně se několikrát objevil v pořadu Mixxxer na stanici Óčko a také spolumoderoval finálový večer Miss České republiky 2020.
V roce 2020 pokřtil svoji první knihu Lubošova celkem fajn knížka, která je tvůrcovou autobiografií a poskytuje náhled do jeho soukromí. Téhož roku se také objevil ve videoklipu Terezy Kerndlové k písni Jméno, ve kterém ztvárnil jejího přítele.
Během své kariéry se stal tváří již několika světoznámých značek, z nichž nejvýraznějšími jsou Zalando, Komerční banka, La Roche-Posay či Coca-cola.
V průběhu své kariéry navštívil již nespočet zemí a ze svých cest pravidelně tvoří obsah na své sociální sítě.
Jeho Instagramový profil si získal už téměř 350 000 followerů.